# Giuliano Vincenzi
Giuliano Vincenzi (Casale sul Sile, 31 ottobre 1949) è un ex calciatore italiano, di ruolo difensore.

## Carriera
Ha militato per l'intera carriera professionistica esclusivamente in formazioni lombarde. Ha disputato dieci campionati in Serie B, equamente suddivisi fra Monza e Varese, per complessive 270 presenze ed una rete fra i cadetti.

## Palmarès

### Club

#### Competizioni nazionali
- Coppa Italia Semiprofessionisti: 1

Monza: 1974-1975
- Serie C: 1

Monza: 1975-1976

#### Competizioni internazionali
- Coppa Anglo-Italiana: 1

Monza: 1976